# Tenin
Tenin (in croato Knin, in serbo Книн?) è una città della Croazia di 15 388 abitanti sul corso del fiume Cherca.
La città si trova nella Dalmazia del nord, nella Regione di Sebenico e Tenin a circa 100 km da Spalato.
Dal 1050 al 1828 fu sede della diocesi di Tenin.

## Storia

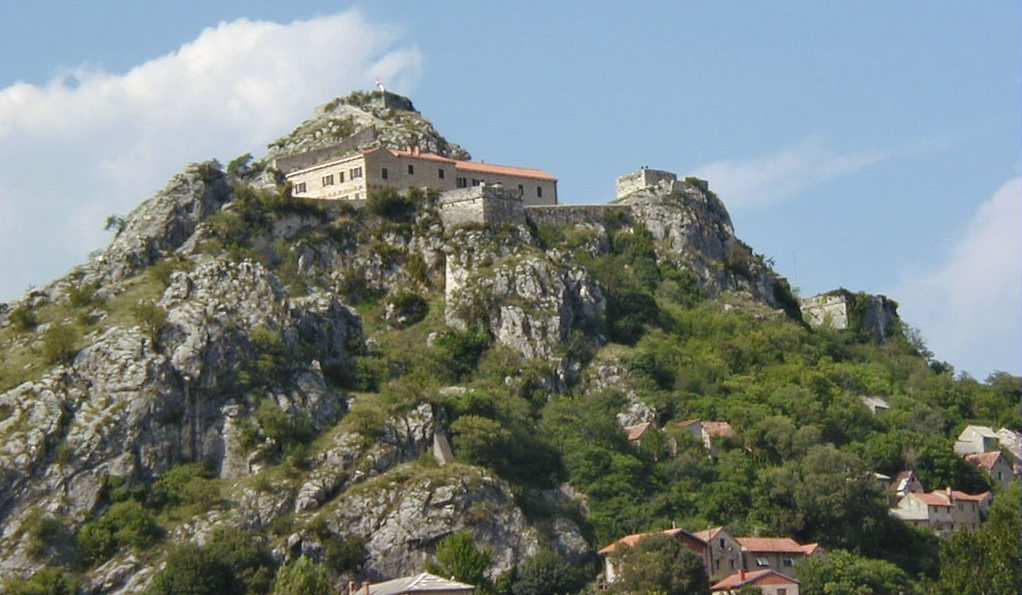
La fortezza di Tenin

Dal 1074 al 1088 fu la sede del regno croato del re Zvonimir.
In seguito fu soggetta al Regno d'Ungheria e quindi, dal 1522, ai turchi ottomani.
Fu conquistata dalla Repubblica di Venezia nel 1688 durante il dogado di Francesco Morosini detto "il Peloponnesiaco" (cosiddetto "Acquisto nuovo", ad eccezione della zona di Stermizza, aggiunta solo con l'"Acquisto Nuovissimo"), e cadde con tutta la Repubblica nel 1797.
Dopo un breve intermezzo napoleonico, fece quindi parte del Regno di Dalmazia soggetto alla dinastia asburgica, fino alla fine della prima guerra mondiale.
Durante il periodo veneziano si erano insediate alcune famiglie venete per amministrare la città e la regione circostante. A Tenin, ancora nel 1869 140 capifamiglia su 195 chiedevano per i propri figli scuole in lingua italiana: l'italiano era la lingua di amministrazione, e si ritiene che fosse ancora la lingua della cultura e del commercio, secondo una tradizione che in Dalmazia durava da più secoli. A Tenin nacquero inoltre alcuni esponenti della nobile famiglia Dudan. Nell'Ottocento Tenin fu una della città dalmate che conservò più a lungo un podestà italiano (pur essendo rappresentante del Partito croato Narodna stranka): Lovro/Lorenzo Monti, che difese fino al 1878 la piccola comunità locale di Dalmati Italiani ed il loro diritto ad avere scuole in lingua italiana.
Col patto di Londra Tenin (con tutta la Dalmazia Settentrionale) fu promessa all'Italia, ma col trattato di pace solo Zara fu annessa all'Italia. Tenin entrò quindi nel Regno dei Serbi, Croati e Sloveni, poi divenuto Regno di Jugoslavia.
Successivamente al crollo della Jugoslavia nel corso della seconda guerra mondiale, il sindaco di Tenin Niko Novakovič, unitamente all'avvocato di Obbrovazzo Boško Desnica, fecero pervenire alle autorità italiane una petizione firmata da oltre 100.000 cittadini serbi, nella quale si richiedeva l'annessione della Dalmazia interna al Regno d'Italia, preferendola al paventato inserimento in un nuovo stato nazionale croato: ma la sorte della città era già stata definita nei colloqui fra Mussolini e Pavelić del 7 maggio a Monfalcone: Tenin fece quindi parte dello Stato Indipendente di Croazia, pur essendo all'interno della cosiddetta zona di demilitarizzazione, nella quale il governo di Zagabria non poteva attrezzare apprestamenti militari. Mussolini propose nell'estate 1942 di inglobarla nel Governatorato della Dalmazia, assieme alla zona costiera della Croazia di Pavelić, ma dovette desistere. In quegli stessi anni, ma soprattutto successivamente al crollo dell'Italia, la zona di Tenin divenne teatro di massacri di civili croati da parte dei cetnici di Momčilo Đujić e di civili serbi da parte degli Ustascia croati.
Nella nuova Jugoslavia socialista, Tenin fu capoluogo di una zona della Croazia abitata in prevalenza da serbi, e nel periodo in cui le Repubbliche della Jugoslavia stessa iniziarono il proprio processo di indipendenza dichiarò la propria volontà di secedere dalla Croazia, divenendo capitale dell'autoproclamata Regione Autonoma Serba della Krajina (SAO Krajina) fra la fine del 1990 e la fine del 1991, poi inglobata nella Repubblica Serba di Krajina, che durò fino al 4 agosto 1995.
Per timore di nuovi massacri da parte dei Serbi, come avvenuto durante la seconda guerra mondiale, la minoranza croata locale venne costretta alla fuga.
Dalle zone controllate dalla Repubblica Serba di Krajina le forze paramilitari serbe - appoggiate da reparti dell'Armata Popolare Jugoslava e paramilitari serbi dalla Serbia e dalla Bosnia ed Erzegovina - lanciarono i propri attacchi alle città della costa dalmata che bombardavano i villaggi a maggioranza serba.
In seguito all'operazione Tempesta (in croato Oluja) del 1995, i croati liberarono la città. Una parte cospicua della popolazione serba venne espulsa e non mancarono le violenze contro i civili.
Attualmente a Tenin la maggioranza della popolazione è croata, mentre non è stato ancora adeguatamente risolto il problema del ritorno dei profughi serbi che non dispongono più delle loro abitazioni.

## Società

### Etnie e minoranze straniere
Il dipartimento di geografia dell'Università di Zara ha pubblicato i seguenti dati relativi alla popolazione della città di Tenin 
| Anno | Totale | Serbi  | Croati | Italiani | Altri |
| ---- | ------ | ------ | ------ | -------- | ----- |
| 1880 | n.d.   | 82,1%  | 15,1%  | 2,6%     | 0,2%  |
| 1890 | n.d.   | 84,3%  | 14,4%  | 1,0%     | 0,3%  |
| 1900 | n.d.   | 83,4%  | 14,3%  | 0,2%     | 2,1%  |
| 1910 | n.d.   | 84,2%  | 14,4%  | 0,1%     | 1,4%  |
| 1948 | 2.242  | 84,7%  | 14,6%  | -----    | 0,7%  |
| 1953 | 3.543  | 84,1%  | 14,5%  | -----    | 1,5%  |
| 1961 | 5.116  | 82,1%  | 15,3%  | -----    | 2,6%  |
| 1971 | 7.300  | 80,7%  | 15,2%  | -----    | 4,1%  |
| 1981 | 10.933 | 72,8%  | 11,3%  | -----    | 15,9% |
| 1991 | 12.331 | 85,5%  | 10,3%  | -----    | 4,2%  |
| 2001 | 11.128 | 20,8%  | 76,5%  | 0,01%    | 2,7%  |
| 2011 | 15.407 | 23,04% | 75,36% | 0,03%    | 1,57% |

Nota: n.d. = dati non disponibili. Nel 1981 il grande aumento degli "altri" è dovuto all'impennata delle dichiarazioni di nazionalità "Jugoslava", frutto della pluridecennale campagna di creazione di un'uniformità etnica fra le varie componenti della Repubblica Federativa. Si noti la sostanziale scomparsa degli italiani: secondo l'ultimo censimento, sei abitanti di Tenin si dichiarano di nazionalità e di madrelingua italiana

### La presenza autoctona di italiani
È presente una piccolissima comunità di italiani autoctoni che rappresentano una minoranza residuale di quelle popolazioni italofone che abitarono per secoli la penisola dell'Istria e le coste e le isole del Quarnaro e della Dalmazia, territori che appartennero alla Repubblica di Venezia. Secondo i censimenti asburgici la minoranza italiana contava 124 abitanti nel 1880, 82 nel 1890 e 114 nel 1900. La presenza degli italiani a Tenin è drasticamente diminuita in seguito agli esodi che hanno seguito la prima e la seconda guerra mondiale.
Secondo il censimento ufficiale croato del 2001, nel comune di Tenin abitano 15.190 abitanti, di cui il 77% sono croati; gli altri 23% appartengono a minoranze, nonostante che fino alla fine degli anni novanta la grande maggioranza della popolazione fosse costituita da serbi. Presente anche una ridotta comunità italiana pari allo 0,03% della popolazione complessiva.

## Geografia antropica

### Località
La città di Tenin è suddivisa in 13 frazioni (naselja), di seguito elencati. Tra parentesi il nome in lingua italiana, a volte desueto.
- Golubić (Gollubich o Villa dei Colombi)
- Knin (Tenin o Canina[11]), sede comunale
- Kninsko Polje (Kninscopoglie[12][13])
- Kovačić (Covacich[12][13])
- Ljubač (Gliubaz[13])
- Očestovo (Ocestovo o Chiesto o Ochiestovo)
- Plavno (Plauno[14])
- Potkonje (Podcogne[15])
- Polača (Polazza[12][16])
- Radljevac (Radiglievaz[15])
- Strmica (Stermizza[15][17])
- Vrpolje (Verpoglie[12][18])
- Žagrović (Zagrovich o Guardiavecchia)